# Kiepunki
Kiepunki (niem. Walhalla, Gut Walhalla) – część Pasymia, dawniej wieś. Leży na południowym wschodzie miasta, wzdłuż ulicy Kiepunki.
W 1971 roku już stanowiły część Pasymia.
W latach 1975–1998 miejscowość należała administracyjnie do województwa olsztyńskiego.